# Antimimistis
Antimimistis là một chi bướm đêm thuộc họ Geometridae.

## Các loài
- Antimimistis illaudata Turner, 1922